# شهرستان غیل بن یمین
ناحیهٔ غیل بن یمین (به عربی: مدیریة غیل بن یمین) یک ناحیه در یمن است که در استان حضرموت واقع شده‌است.
ناحیهٔ غیل بن یمین  ۲۸٬۱۲۰ نفر جمعیت دارد.